# Dysartri
Dysartri (av neolatinets dys-, "dysfunktion", och -árthron, "artikulation"), svårighet för artikulerat uttal.
Dysartri är ett samlingsnamn för en grupp talstörningar som orsakas av nedsatt neurologisk kontroll av musklerna som normalt används vid tal. Skadan sitter antingen i centrala nervsystemet eller perifera nervsystemet. Det finns två orsakstyper:
1. plötsliga och icke-progredierande (till exempel stroke och traumatisk hjärnskada), samt
2. långsamma och progredierande (till exempel Parkinsons sjukdom, multipel skleros, Kennedys sjukdom och tumörsjukdomar).

Man brukar dela upp dysartri i sex olika typer: slapp, spastisk, ataktisk, hypokinetisk, hyperkinetisk och blandad dysartri.
För att bedöma och behandla dysartri krävs kontakt med logoped.